# Jon Aaraas
Pour les articles homonymes, voir Aaraas.
Jon Aaraas, né le 10 mars 1986 à Oslo, est un sauteur à ski norvégien.

## Biographie
Originaire d'Oslo, il commence le saut à ski à Holmenkollen, alors repéré à l'école maternelle par un père d'un autre enfant, qui se trouve être entraîneur. Il commence sérieusement l'entraînement à l'âge de douze ans.
Membre du club de Ready et de l'équipe Kollenhop, Jon Aaraas obtient sa première sélection internationale aux Championnats du monde junior 2003. À l'époque, il est considéré comme un des meilleurs jeunes sauteurs en Norvège. Il remporte en effet le concours du Festival olympique de la jeunesse européenne en 2003. Il est promu dans l'équipe nationale B en 2003-2004, approuvé notamment par l'entraîneur Mika Konjokoski.
Il fait ses débuts dans la Coupe du monde en 2005 à Pragelato, terminant 26e. Il échoue à marquer des points dans cette compétition en 2005-2006, mais revient dans le top trente en 2007. En janvier 2008, il obtient son classement le plus haut dans une épreuve de Coupe du monde à Zakopane, prenant la 19e place et monte sur deux podiums en Coupe continentale cette saison.
Il marque pour la dernière fois des points en Coupe du monde en 2009 à Kuopio (29e), lors d'une saison où il performe le mieux en Coupe continentale (6 podiums).
Après un saut test sur le nouveau Vikersundbakken en 2011, lors d'une saison où il court deux fois en Coupe continentale seulement, il prend sa retraite sportive.

## Palmarès

### Championnats du monde junior
| Épreuve / Édition | Solleftea 2003 | Stryn 2004 |
| Individuel        | 34e            | 19e        |
| Par équipes       | 4e             | 4e         |

### Coupe du monde
- Meilleur classement général : 77e en 2007.
- Meilleur résultat individuel : 19e.

#### Classements généraux
| Compet'/Année | Compet'/Année | Classement général | Classement général |
| ------------- | ------------- | ------------------ | ------------------ |
| Compet'/Année | Compet'/Année | Class.             | Points             |
| 2005          | 2005          | 80e                | 5                  |
| 2007          | 2007          | 77e                | 7                  |
| 2008          | 2008          | 51e                | 28                 |
| 2009          | 2009          | 87e                | 2                  |

### Coupe continentale
- 4e du classement général en 2009.
- 9 podiums.